# NanoHive@home
NanoHive@home era un progetto di calcolo distribuito che si occupava di simulazioni ed analisi di sistemi nanotecnologici.
Il progetto girava sulla piattaforma Berkeley Open Infrastructure for Network Computing (BOINC). Questo vuole dire che ciascuno poteva collaborare ai progetti di ricerca come questo.
Il progetto era gestito da Brian Helfrich che coordinava una rete di scienziati, ingegneri e sviluppatori.

## Importanza del progetto
Le simulazioni e i modelli possono portare a notevoli passi avanti nello studio delle nanotecnologie fino alla costruzione di nanofabbriche, delle "fabbriche" che hanno come obiettivo la costruzione di oggetti su scala atomica.

## Client disponibili
Era disponibile solo il client per Windows.

## Fasi del progetto

### Nanofabbrica
Era la fase in esecuzione, la prima non in 'test' ma effettivamente parte di BOINC.
La simulazione permetteva di ricercare elementi e meccanismi per nano-fabbriche, direttamente dalla manipolazione di atomi e molecole.
Gli elementi ricercati erano:
- 'Ruote' per separare atomi e molecole.
- 'Nastri trasportatori' per portare le molecole selezionate tramite le ruote nella fase di assemblaggio vero e proprio.
- 'Astrattori' per prendere dalle molecole giunte fino al reparto di assemblaggio gli atomi desiderati.
- 'Posizionatori' per posizionare gli atomi selezionati nell'ordine desiderato e poter così creare un nano-prodotto.

### NanoArena
Questa fase si sarebbe occupata della simulazione di 'battaglie' tra nanobot, per determinare secondo un metodo evolutivo la soluzione migliore nella progettazione degli stessi nanobot.
Ci sarebbero stati vari tipi di competizione:
- Gare di velocità
- Scontro fino all'ultimo sopravvissuto
- Lotta contro dei virus